# الجامع الكبير في أضنة
الجامع الكبير في أضنة (التركية: Adana Ulu Camii)، المعروف أيضًا باسم مسجد رمضان أوغلو (التركية: Ramazanoğlu Camii)، هو مسجد من القرن السادس عشر في أضنة، في تركيا. وهو يشكل جزءًا من مجمع (كلية) يتضمن مدرسة وضريحًا (تربة). يقع المجمع في شارع كيزيلاي بجانب قاعة رمضان أوغلو.

## التاريخ
بدأ بناء المسجد في عام 1513 في عهد رامازانوغلو خليل بك واكتمل في عهد ابنه وخليفته، بيري محمد باشا، في عام 1541. لمدة 450 عامًا، حتى بناء مسجد سابانجي المركزي، كان هو المسجد الأكبر في أضنة. وقد تضرر في زلزال أضنة وجيحان عام 1998، وتم الانتهاء من ترميمها من المديرية العامة للمؤسسات (Vakıflar Genel Müdürlüğü) في عام 2004.

## ضريح الرمضانيين
ضريح (التربة) الرمضانيين يضم توابيت خليل بك وأبناء بيري باشا ومحمد بك ومصطفى بك.
وعلى عكس معظم أضرحة السلاجقة، فإن ضريح المسجد بني شرق المسجد، ورغم أنه يقع بجوار المسجد، إلا أنه غير مدمج معه.
تم تغطية التوابيت ببلاط يعود تاريخه إلى القرن السادس عشر. وعلى الجانب الأمامي من التوابيت توجد نقوش على البلاط، وكون النقوش مكتوبة بنفس النوع يشير إلى أنها كتبت جميعها بعد شهر آذار من عام 1552.
باستثناء ضريح المسجد و الضريح الأخضر في بورصة، لا توجد أمثلة أخرى على أضرحة مغطاة بالبلاط. إن تصميم المسجد يشبه تلك التي بنيت في آسيا الوسطى، ويُشبه العمارة الفارسية المُبكرة.

### الضريح خارج مجمع المسجد
ويوجد أيضًا ضريح جنوب المسجد والذي يقف كبناء مستقل. وهو سداسي الشكل ومغطى بقبة عالية. وبما أنه لا يوجد أي نقوش على التوابيت، فإن شاغليها وتاريخ بنائها غير معروفين. وبما أنها تبعد 2 متر فقط (6.6 قدم) عن ضريح المسجد، فمن المعتقد أن التوابيت قد تكون تابعة لأفراد من عائلة الرمضانيين. بُني الضريح على الطراز الباروكي، ويعود تاريخه إلى نهاية القرن الثامن عشر.

## معرض الصور

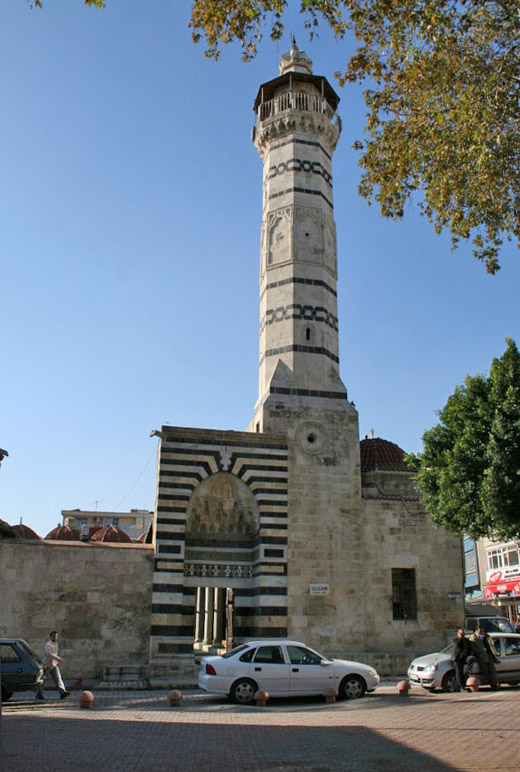
المدخل الشرقي والمئذنة
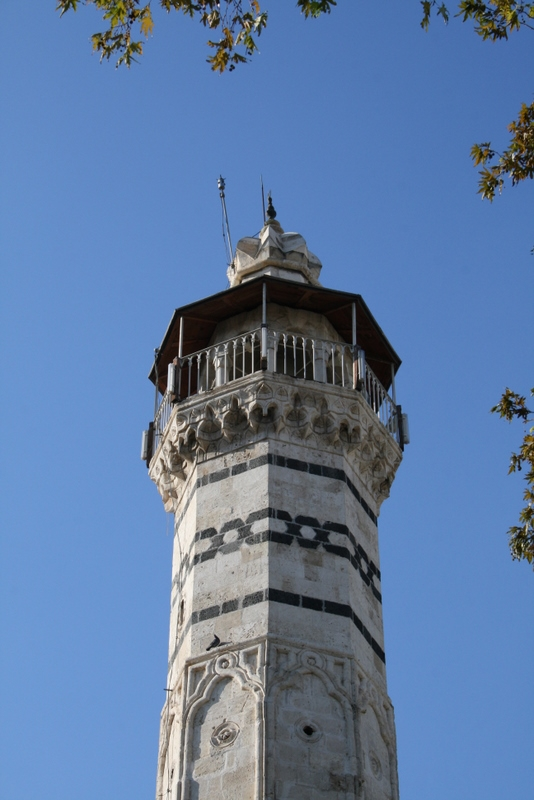
شرفة المئذنة
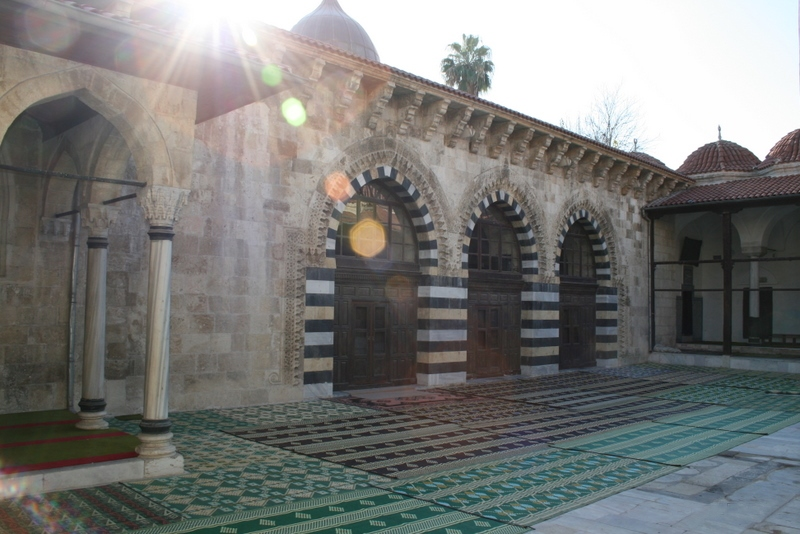
الفناء الداخلي
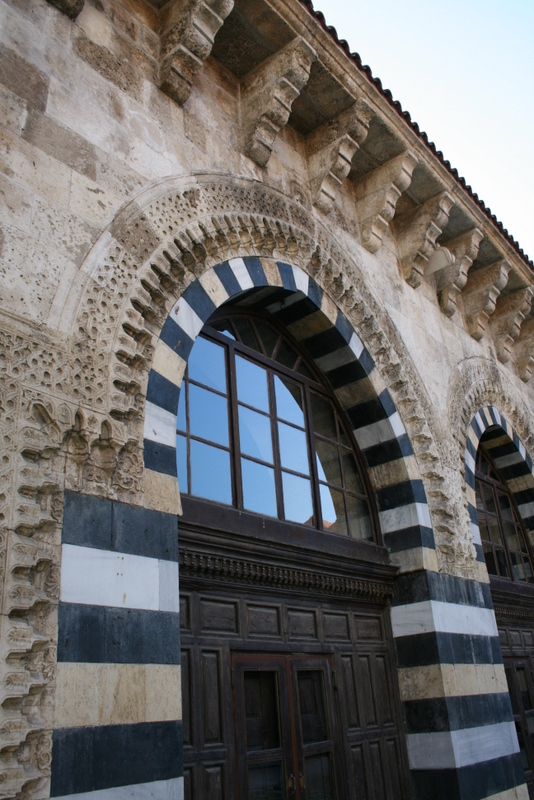
مدخل قاعة الصلاة
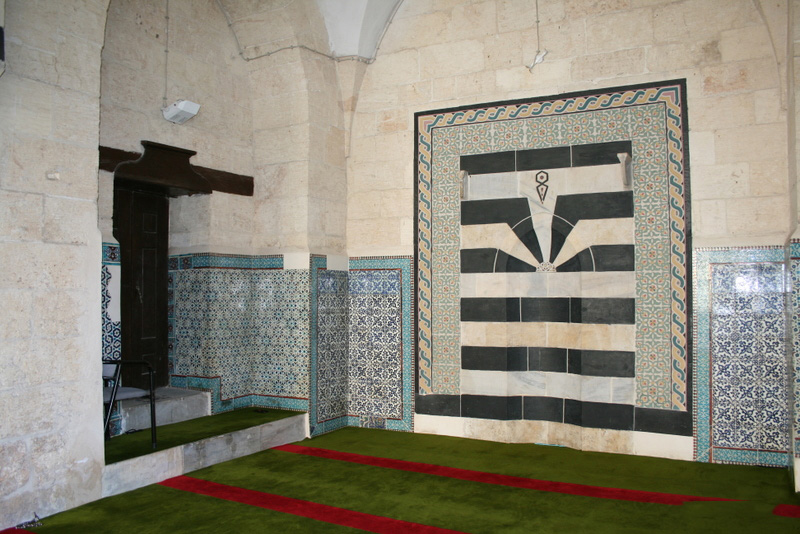
منظر داخلي
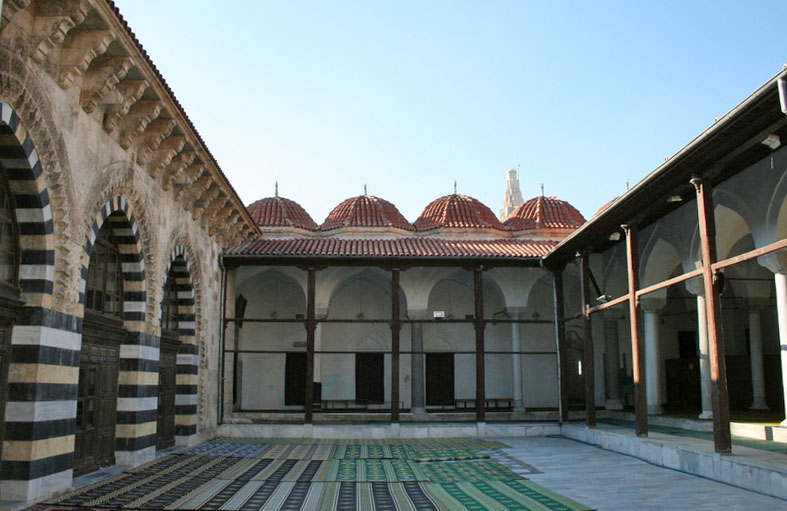
فناء
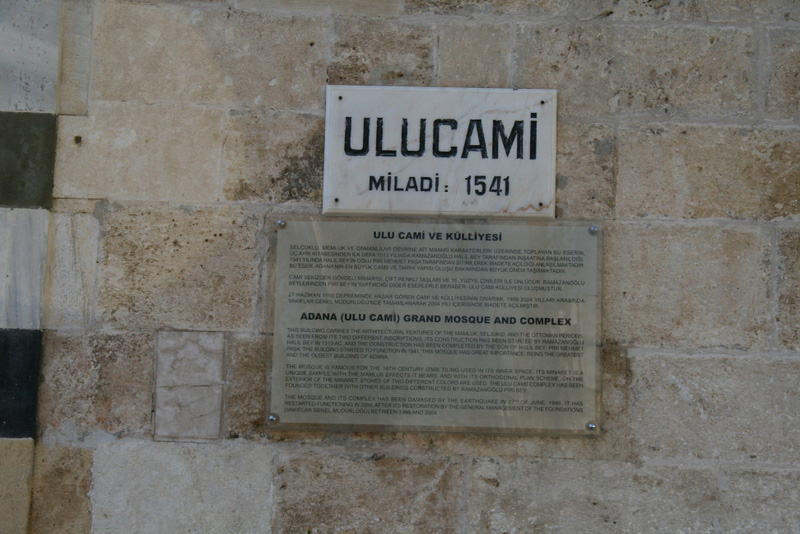
إشعار الحائط
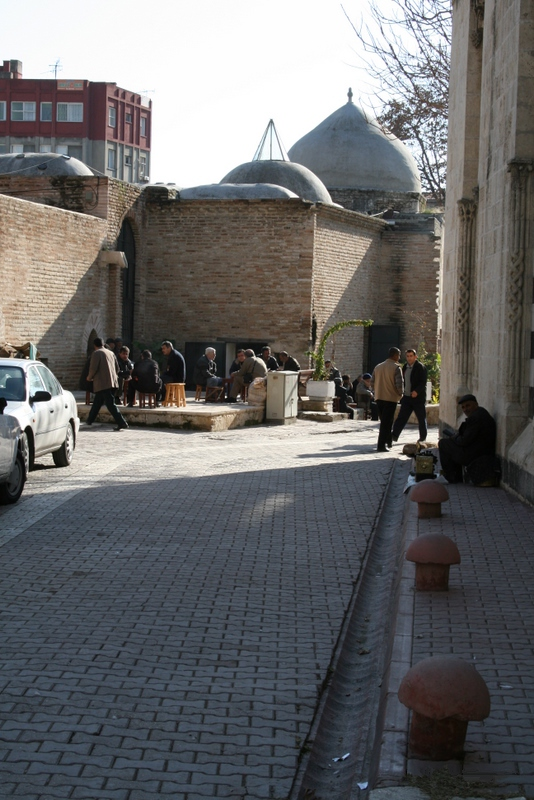
الجزء الخارجي من المجمع
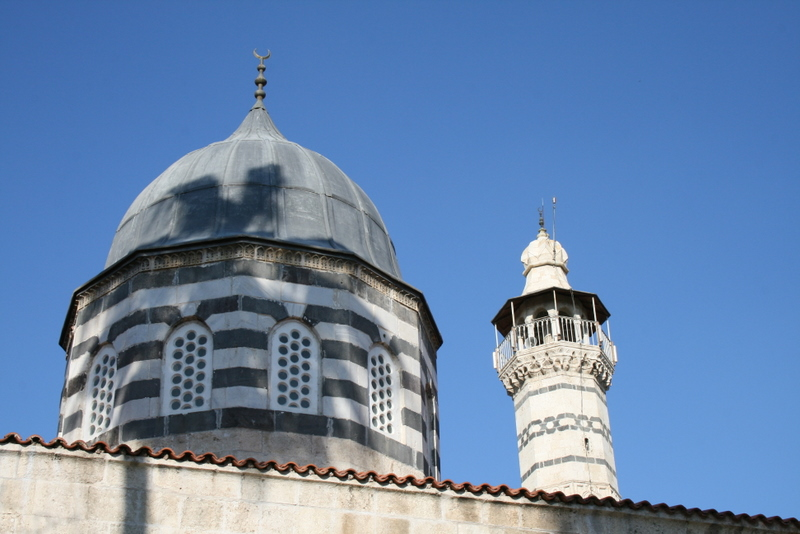
القبة الرئيسية
منظر من الشارع على الجانب الشمالي
قبة في الغرب ومدخل شرقي علوي
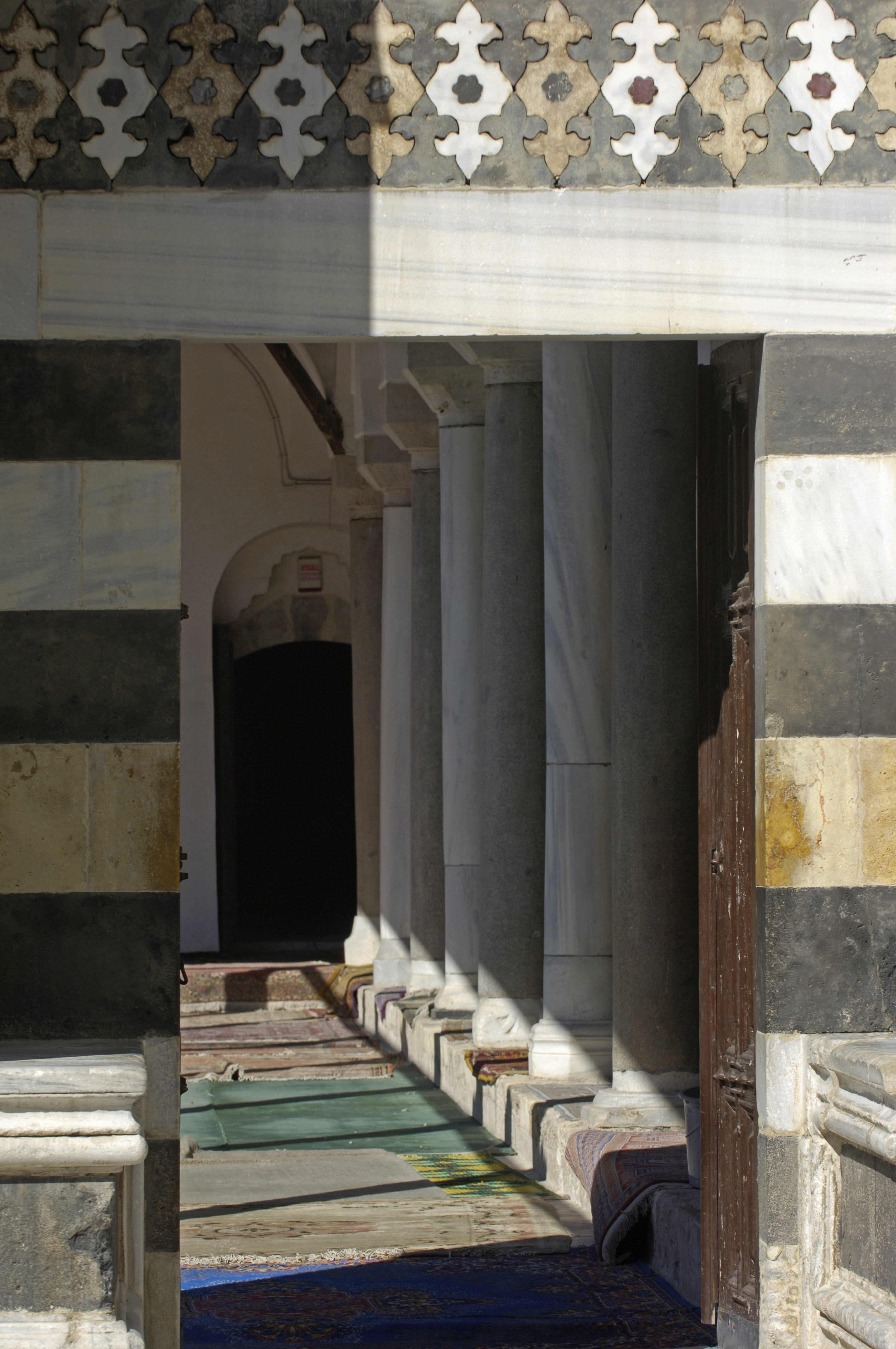
منظر إلى الفناء
منظر إلى الفناء
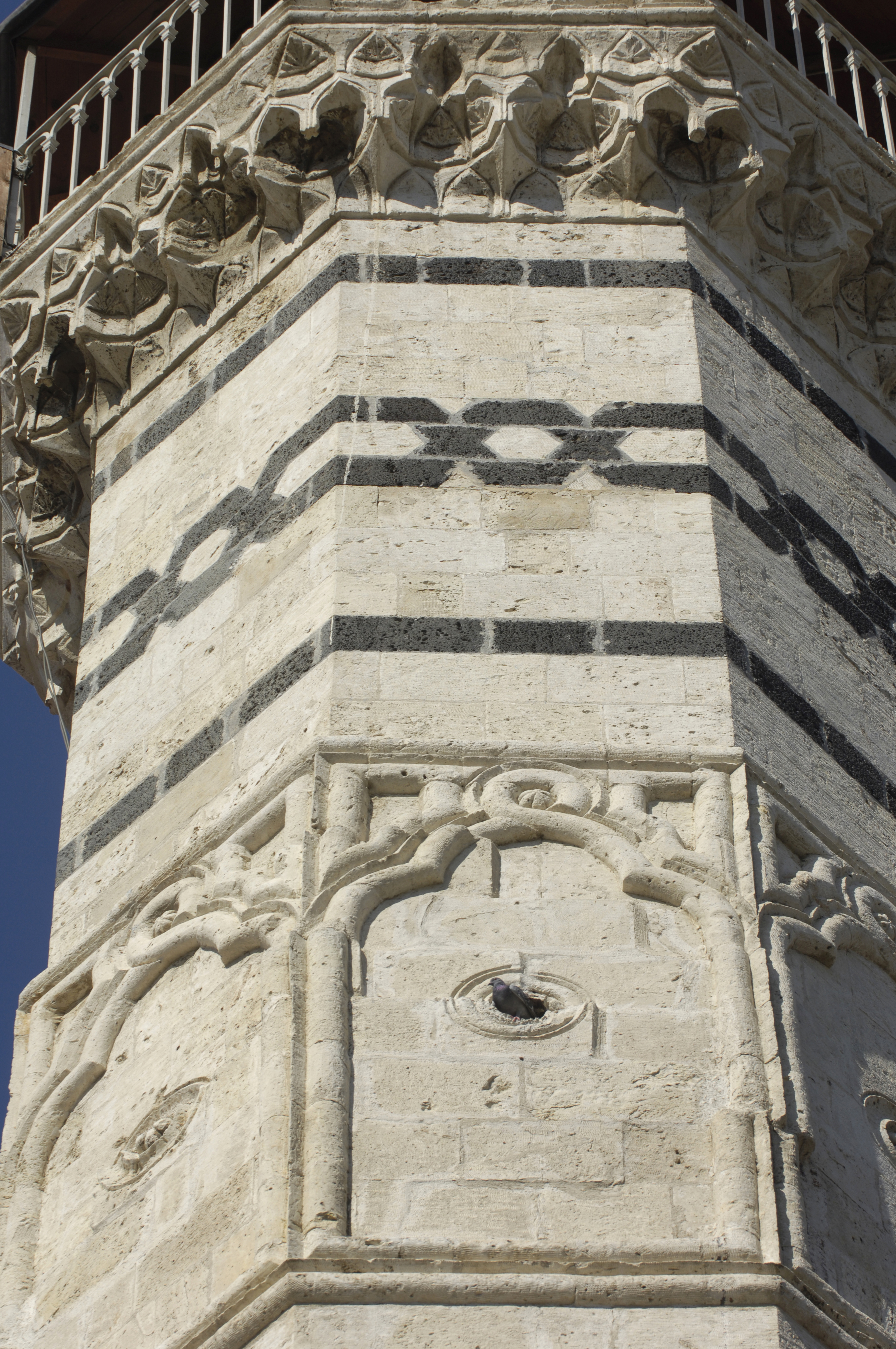
جزء من المئذنة
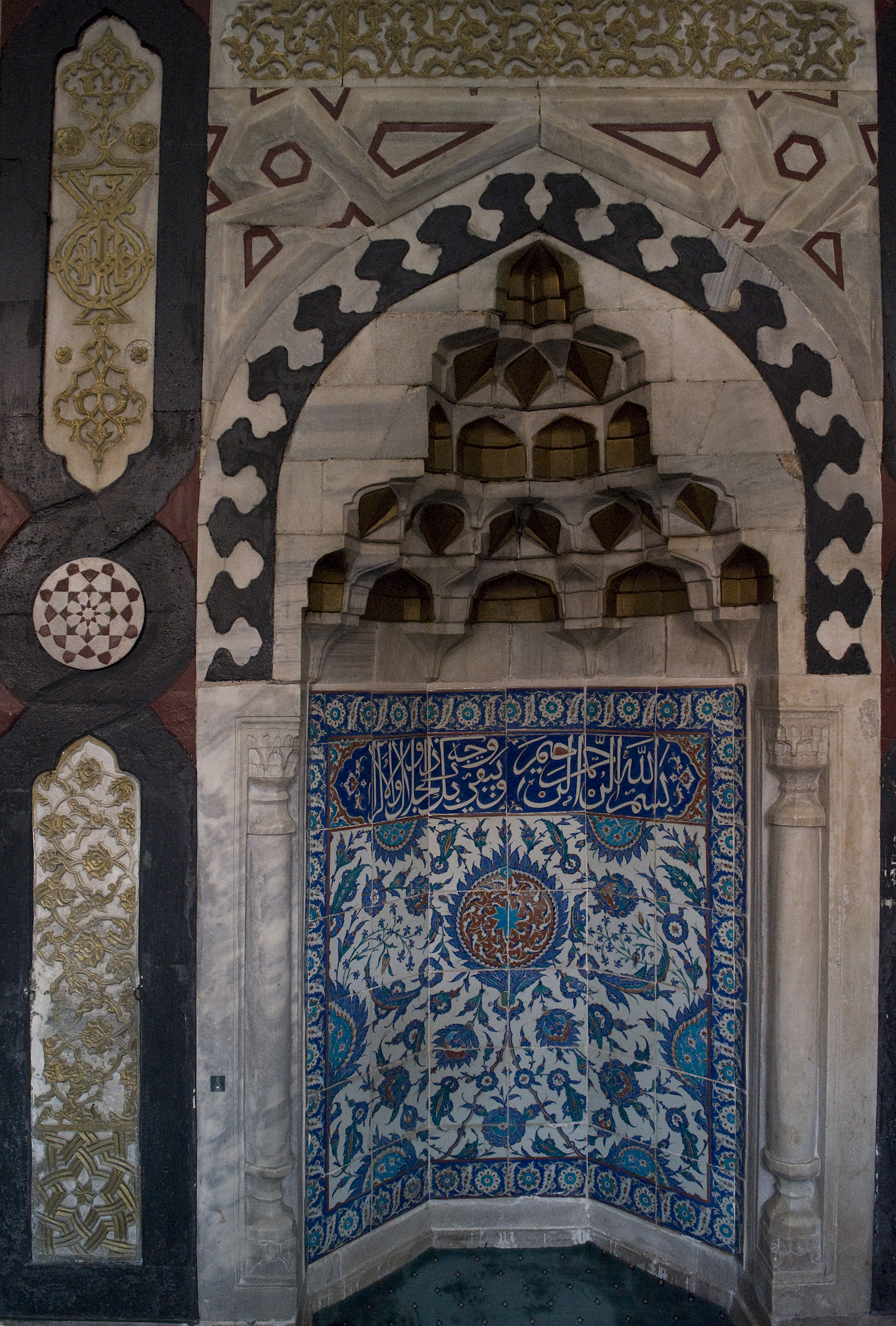
محراب
داخلي مع محراب ومنبر
توابيت
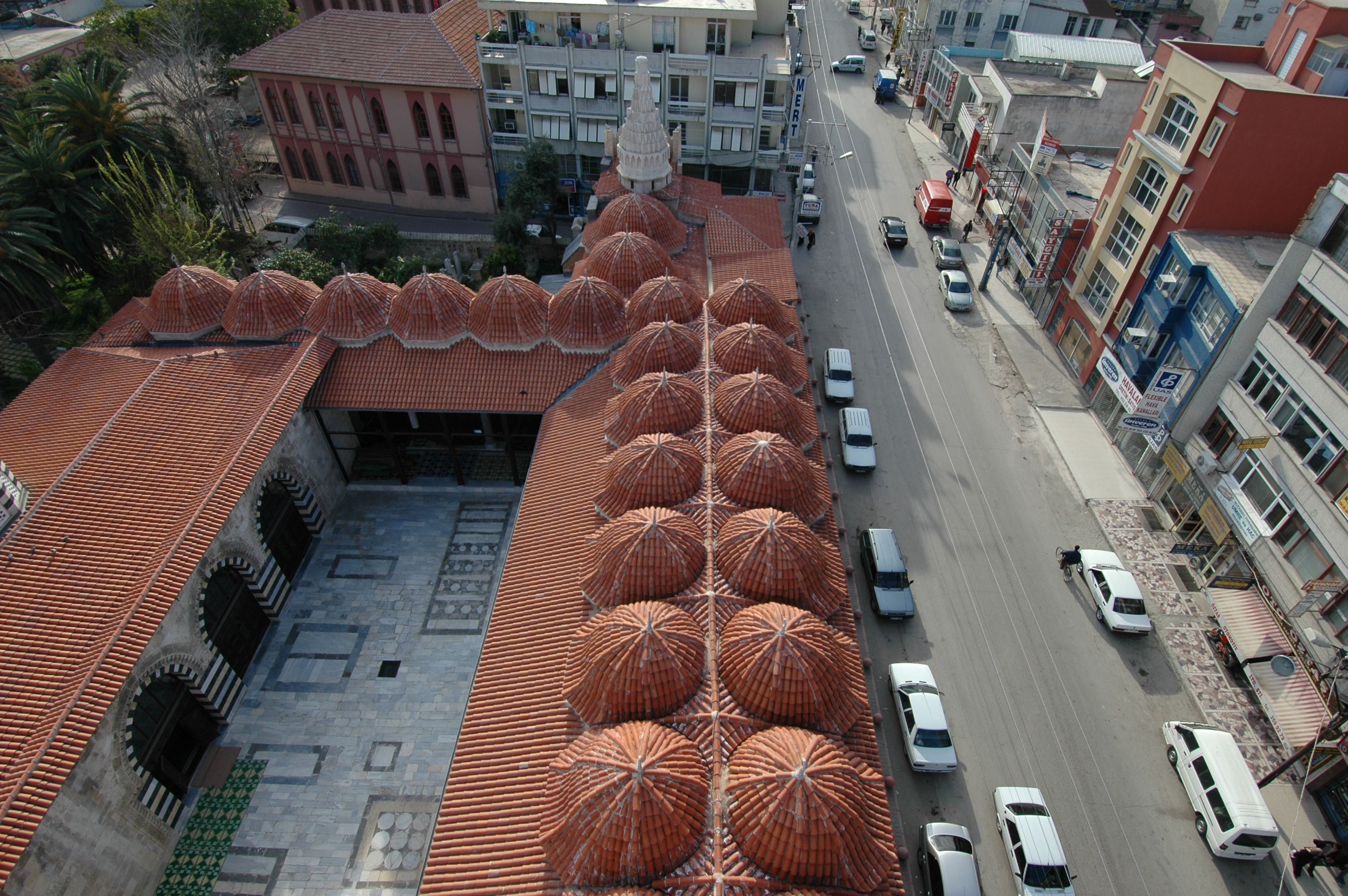
منظر من المئذنة
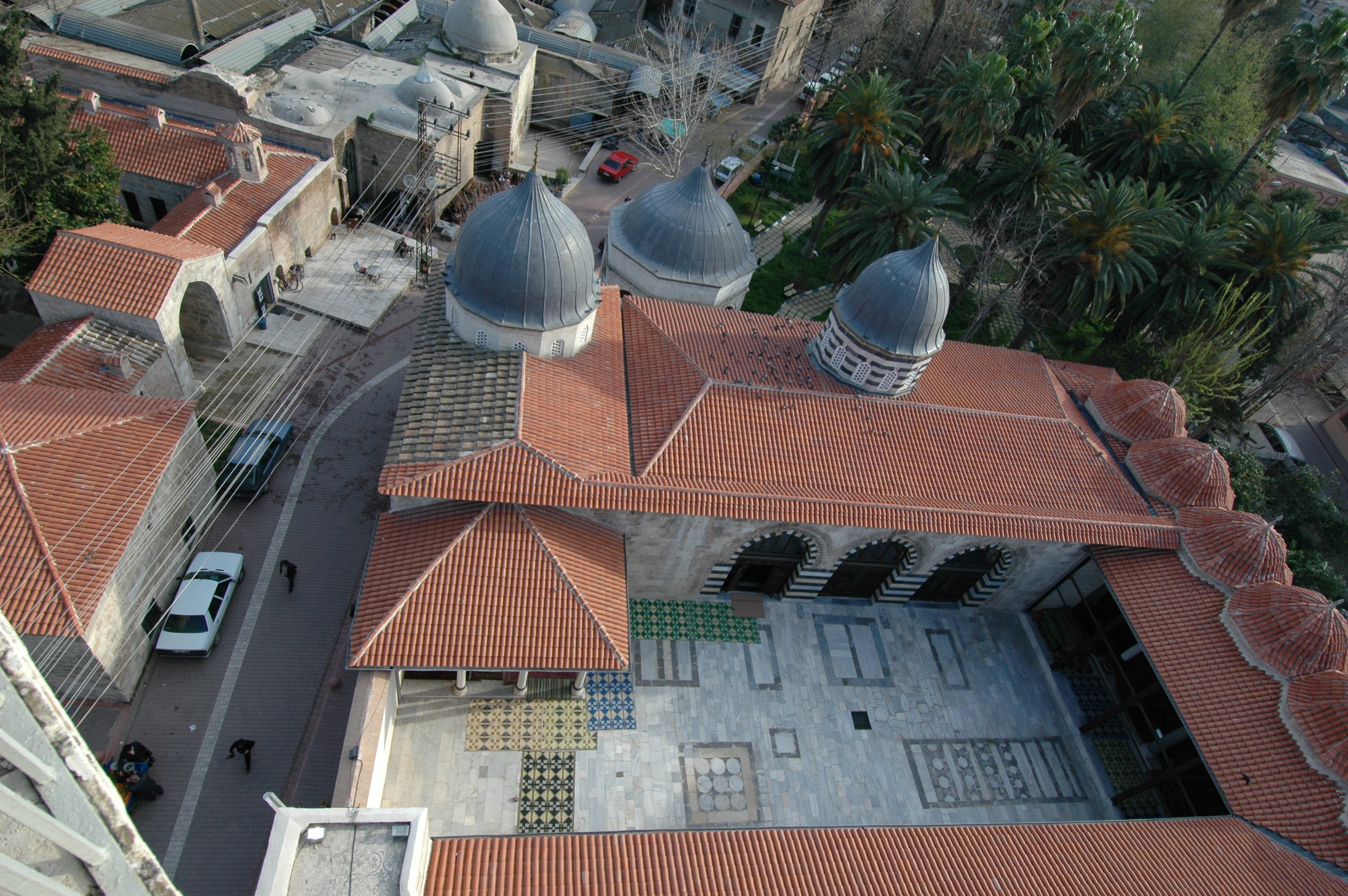
منظر من المئذنة
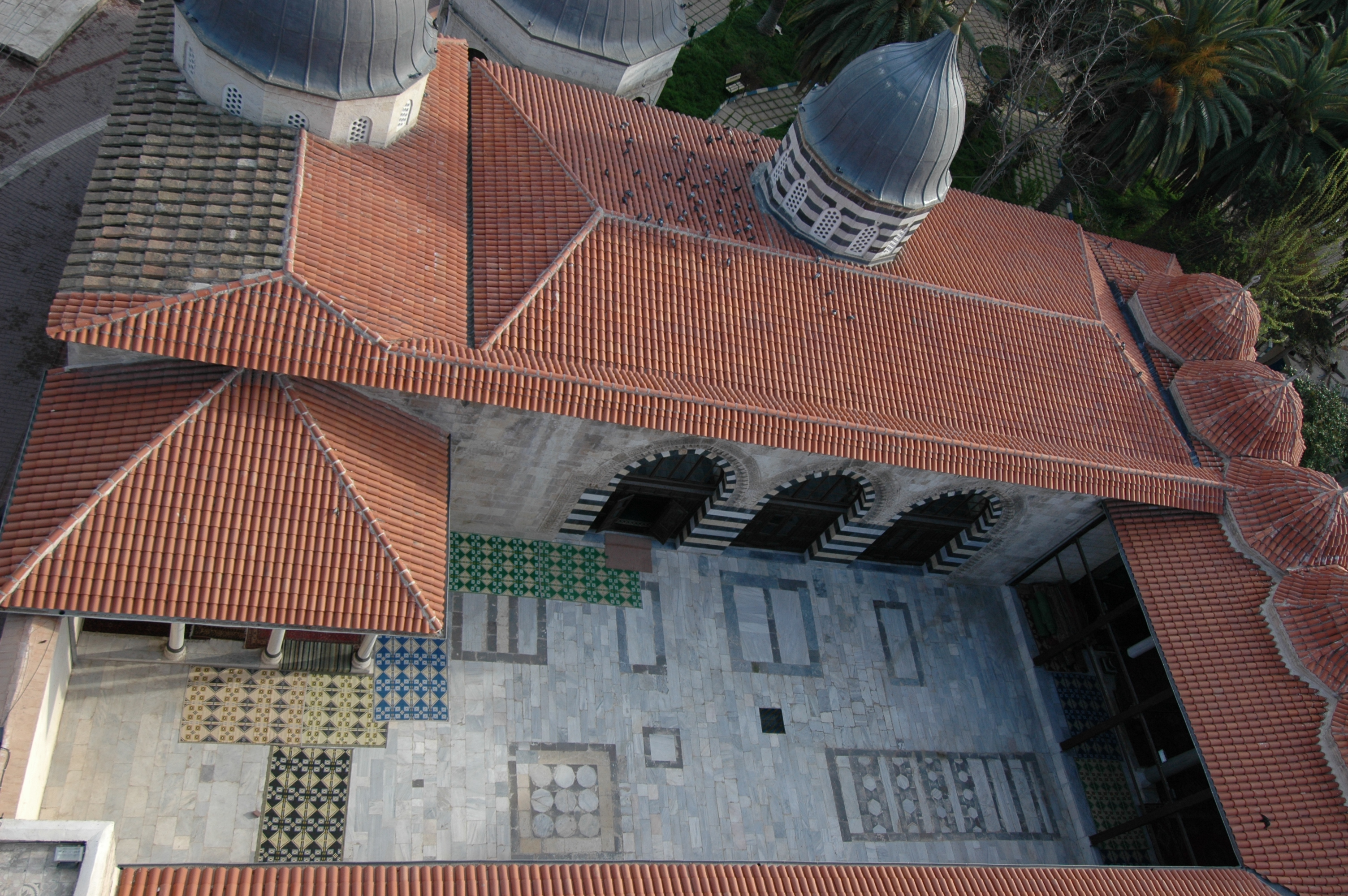
منظر من المئذنة
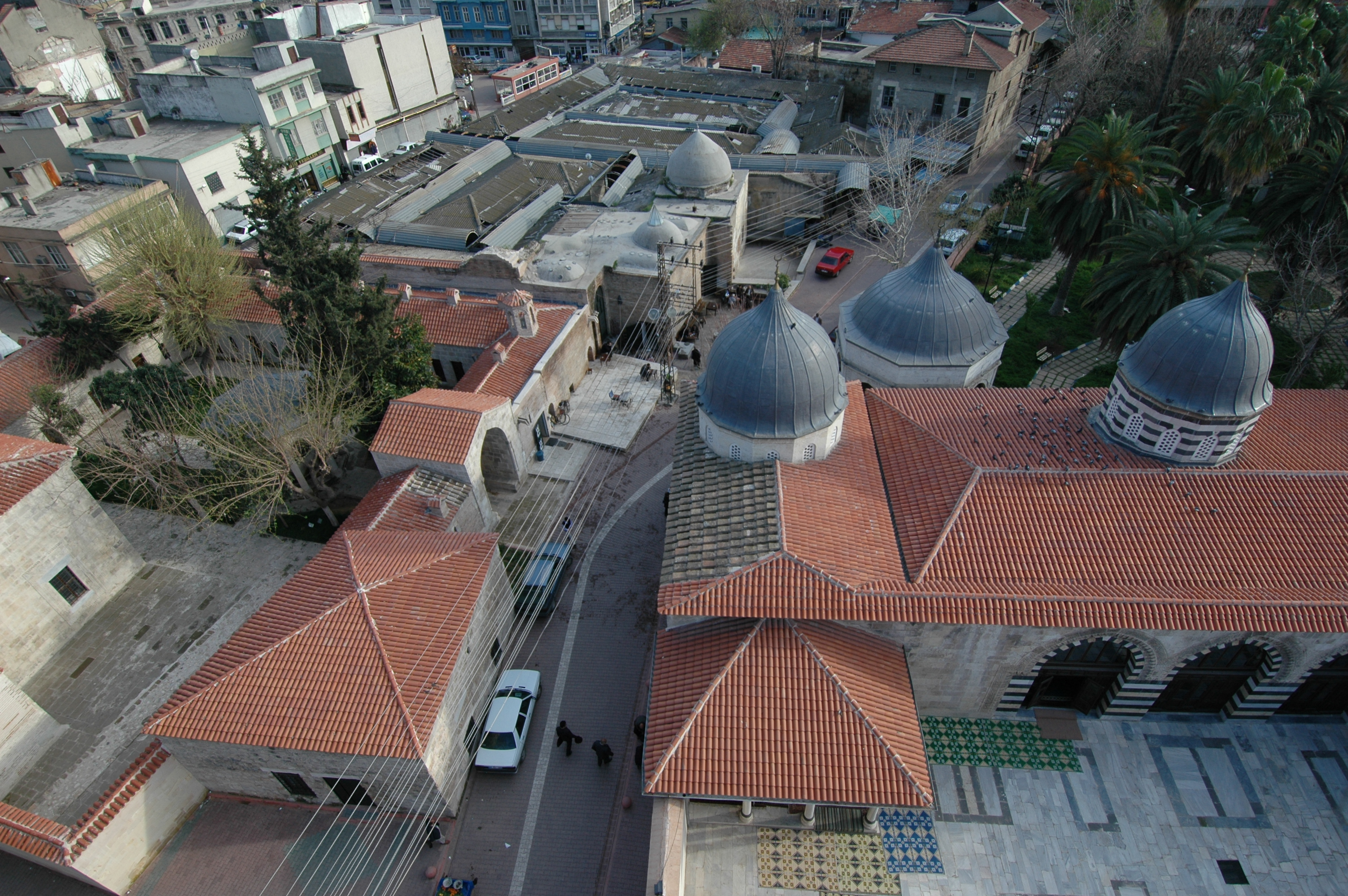
منظر من المئذنة
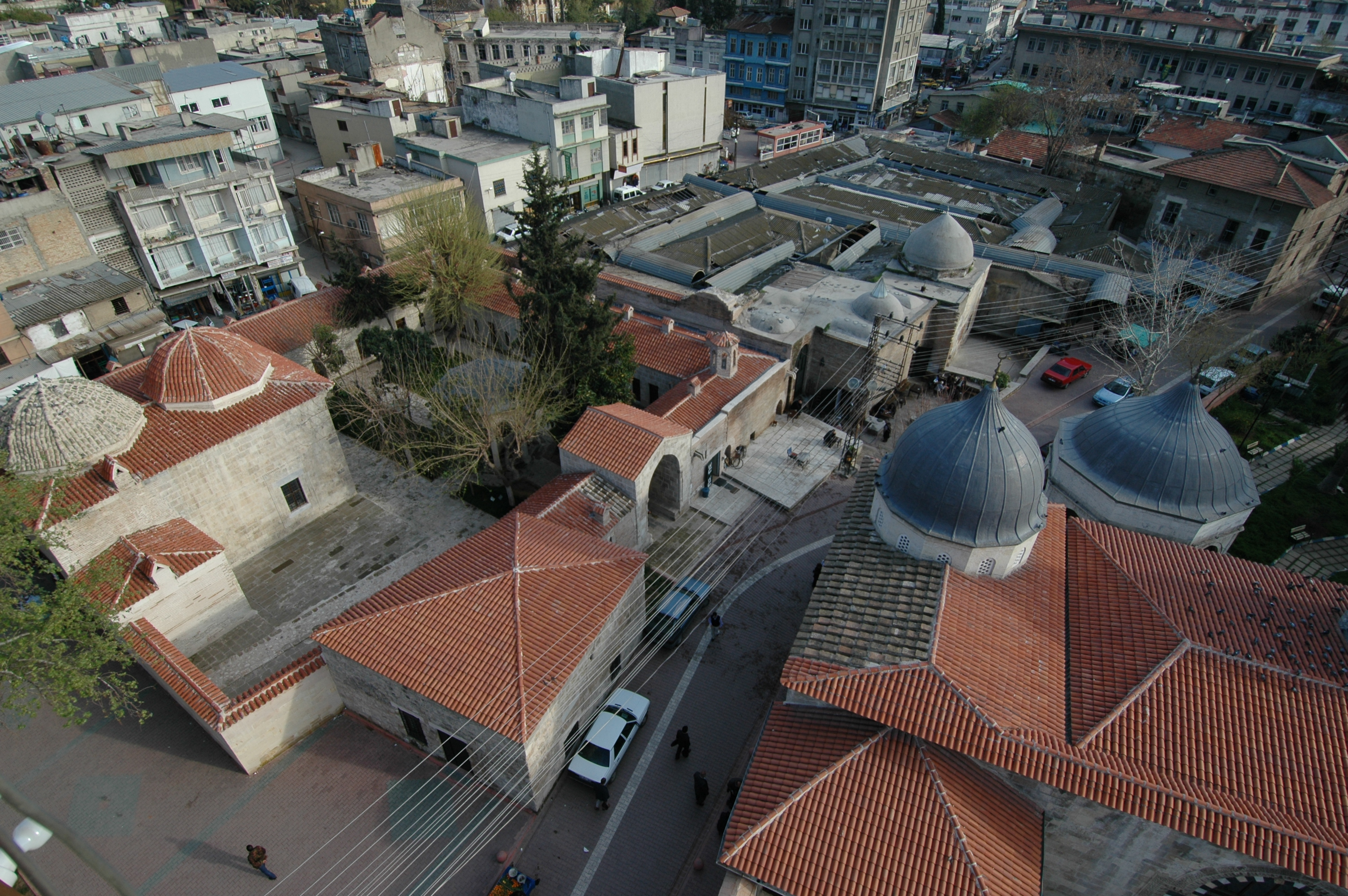
منظر من المئذنة
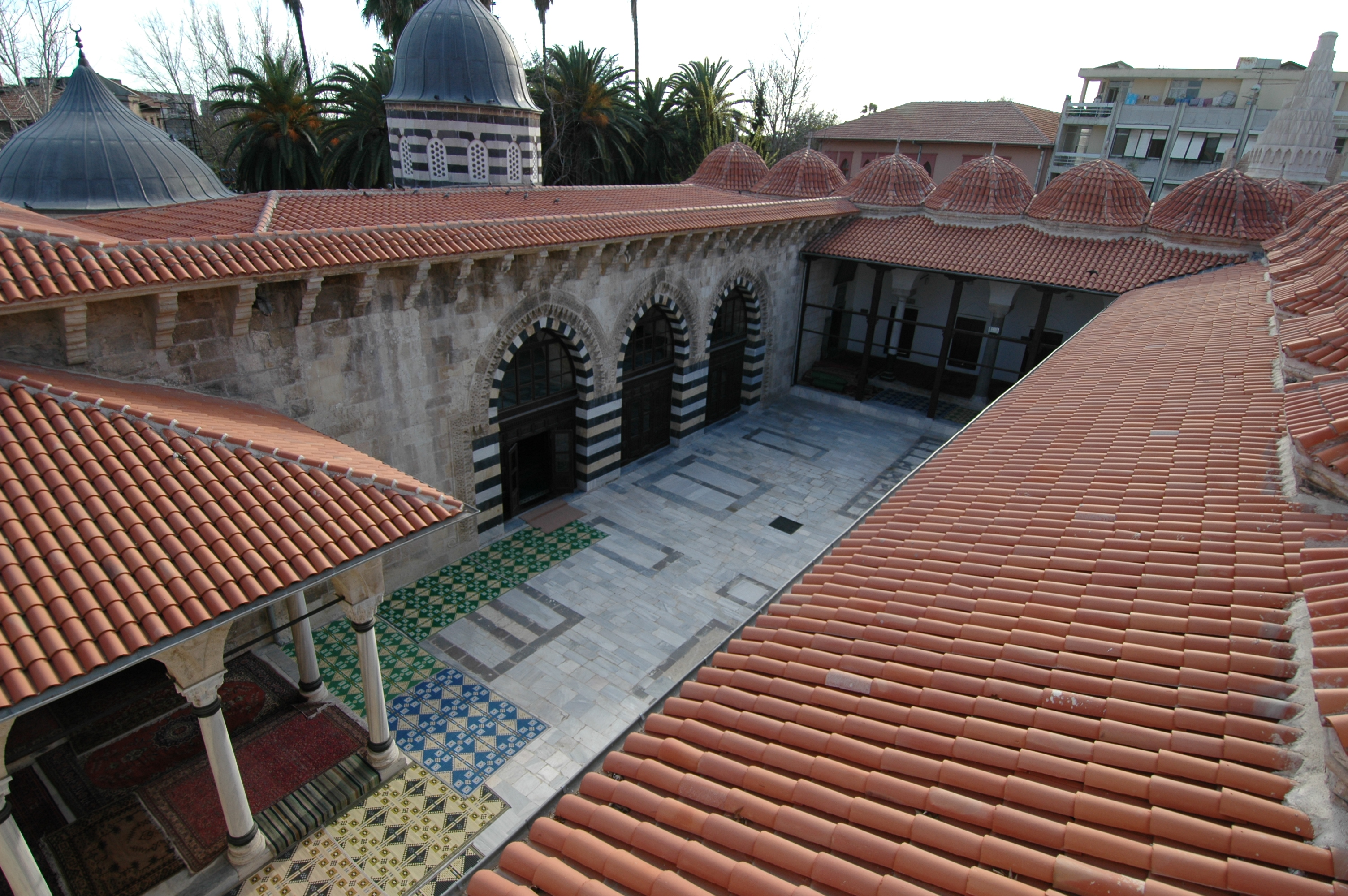
منظر من المئذنة في منتصف الطريق
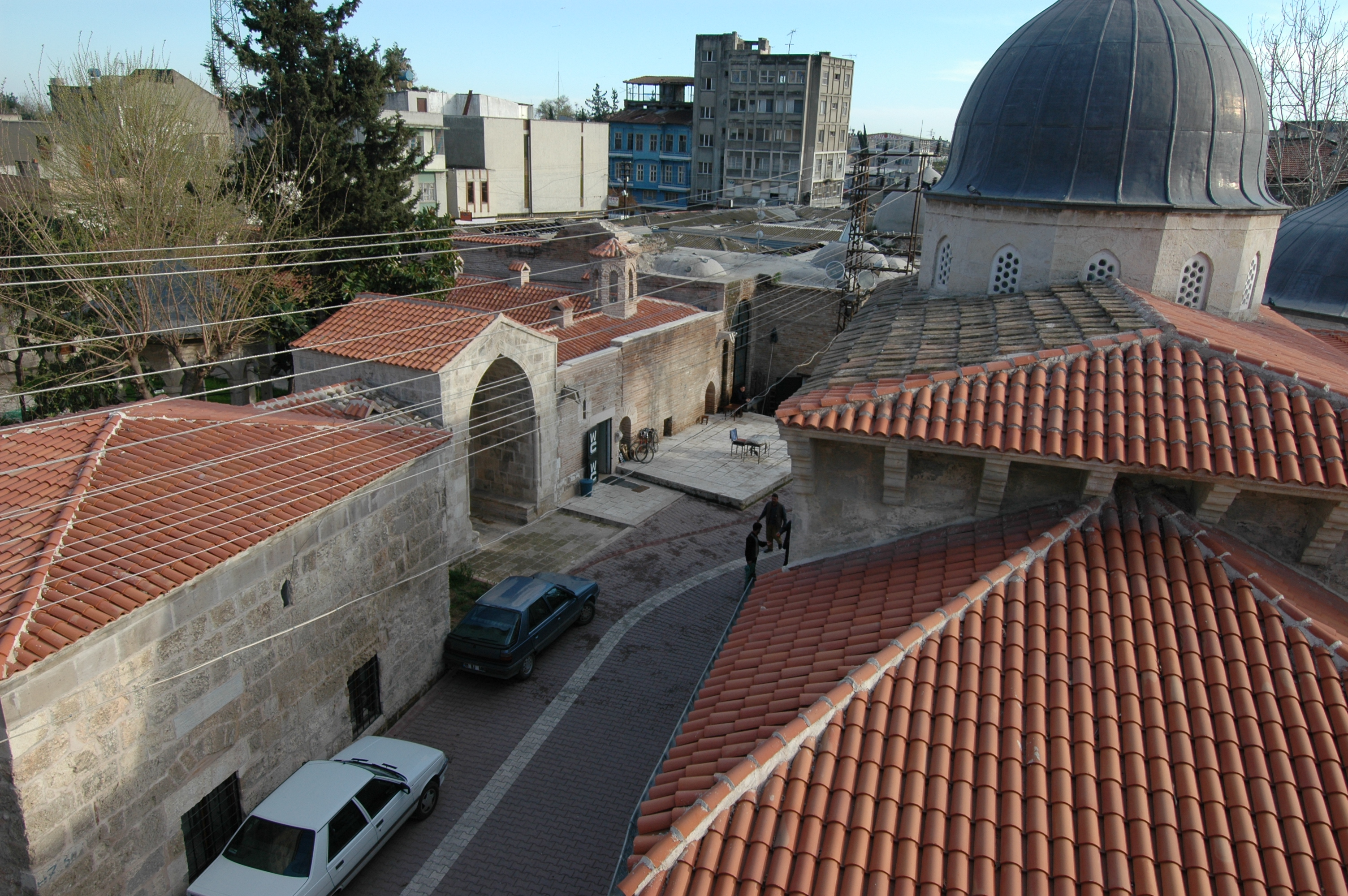
منظر من المئذنة في منتصف الطريق
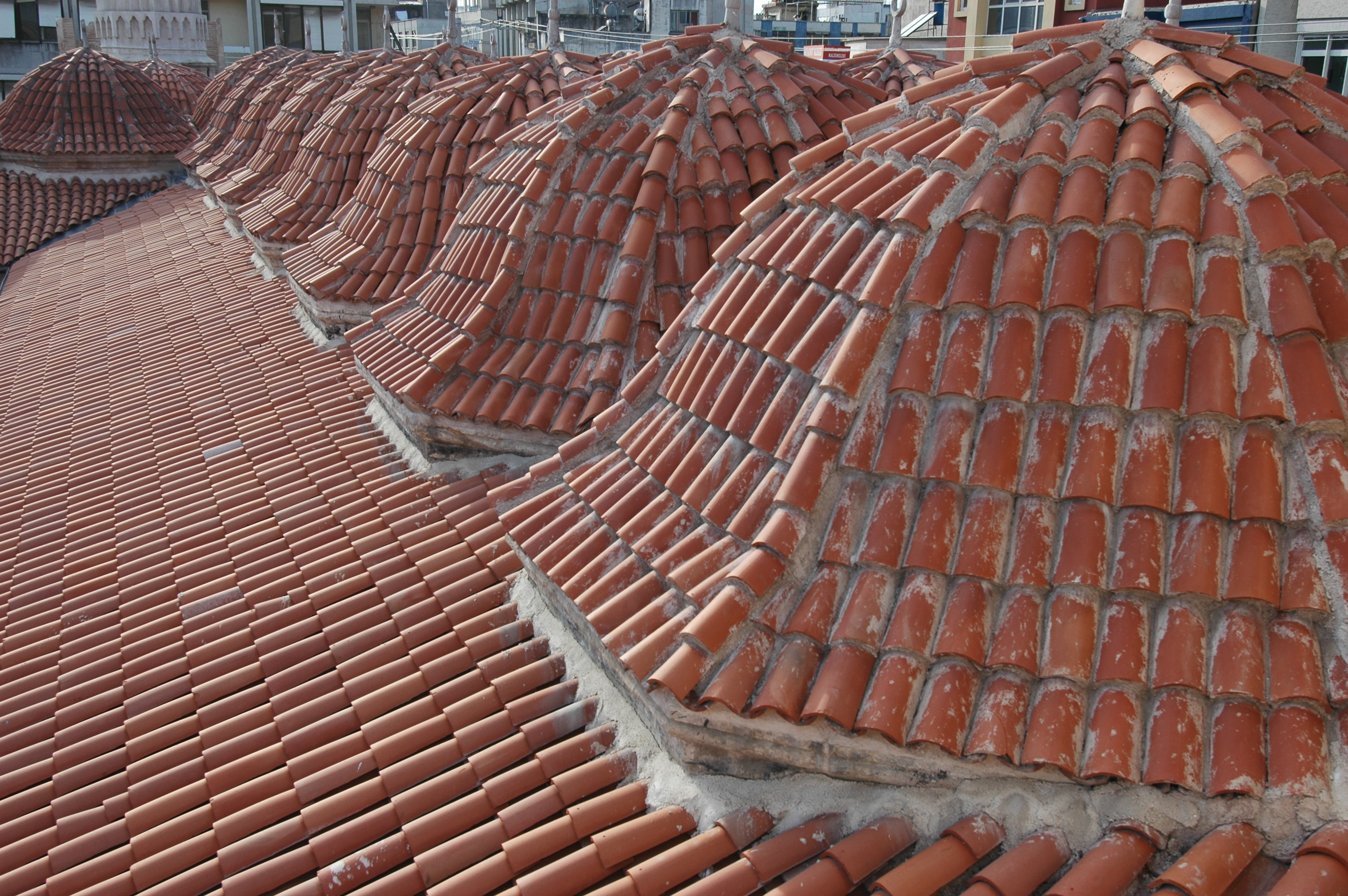
منظر من المئذنة في منتصف الطريق

## طالع أيضًا
- العمارة الإسلامية
- قائمة المساجد
- العمارة العثمانية
- قائمة المساجد الكبرى في تركيا